# 第12師管
第12師管（だいじゅうにしかん）は、1873年から1888年と、1896年から1940年まであった日本陸軍の管区で、当時12から18置かれた師管の一つである。1873年から1888年までは四国、それから1888年までは九州北部のいずれも鎮台制の師管。1896年からは九州北部にあった師団制の師管で、制度が異なる。師団制の第12師管は1925年まで福岡県の小倉、以降は久留米に司令部を置いた第12師団が管轄した。1940年に久留米師管に改称した。

## 鎮台制の第12師管

### 四国地方、歩兵第12連隊 (1873 - 1885)
全国に師管が配置されたのは、各地に鎮台が置かれてから2年後の1873年（明治6年）1月、鎮台条例改定による。第11師管は、広島鎮台が管轄する第5軍管の下に置かれた2つの師管の一つとして設けられた。丸亀（現在の香川県）を営所として、その地名から広島師管とも呼ばれた。管内にはほかに、徳島、松山（現在の愛媛県）、須崎浦（現在の高知県須崎市）に分営を設けた。管区の境界は条例で示されなかった。
- 第5軍管（1873年1月 - 1885年5月）
  - 第11師管（広島師管）
  - 第12師管（丸亀師管）

### 九州地方の北部、歩兵第12旅団 (1885 - 1888)
1885年（明治18年）5月の鎮台条例改定で、軍管・師管が全国的に変更された。師管の番号は振り直され、四国には第10師管が置かれることになった。新しい第12師管はそれまでの第14師管に相当する九州地方北部を占めた。管区は豊前・豊後・筑前・筑後・肥前・壱岐・対馬で、現在の都道府県では大分県・福岡県・長崎県・佐賀県にあたる。
第12師管の本営は小倉で、分営を福岡に置いた。小倉には歩兵第12旅団本部と歩兵第14連隊、福岡には歩兵第24連隊が屯営を置いた。属する軍管は、熊本鎮台が管轄する第6軍管である
- 第6軍管（1885年5月 - 1888年4月13日）
  - 第11師管
  - 第12師管

### 第12師管の廃止
1888年、鎮台が廃止されて師団制が施行されることになり、明治21年勅令第32号（5月12日制定、14日公布）によって、陸軍管区表が定められた。これにより、陸軍の管区は軍管 - 師管の2階層から師管 - 旅管 -大隊区の3階層に変わった。地域区分では、従来の軍管が同じ番号の師管に引き継がれ、従来の師管は同じ番号の旅管に引き継がれた。このとき旧第12師管は新しい第12旅管に引き継がれたが、軍管は第7までしかなかったので、第12師管はなくなった。

## 師団制の第12師管

### 師団と師管
師管は同じ番号の師団のための徴兵と密接に結びついており、第12師団の兵士は第12師管に戸籍を持つ男子から徴集された。また、第12師管から徴兵された兵士は第12師団に入るのが原則であったが、これにはいくつか例外がある。まず、独自の師管を持たない近衛師団には、全国の師管から兵士が送られた。また、朝鮮、台湾の植民地に常駐する部隊にも内地の師管が兵卒が送られた。時には、人口が少ない師管にある師団にも融通された。一例として1921年（大正10年）に第12師管で徴集する兵卒の配分計画を見ると、第12師団に6044人、朝鮮の第20師団に1094人、近衛師団に62人が現役兵として配分されることになっていた。
師管はまた国内治安維持、外国の侵攻に対して出動する師団の担任地域でもある。第12師管は海上交通の要地である関門海峡を管区に抱え、1903年からは対馬の防衛も任務とした。

### 福岡県・大分県・佐賀県・熊本県の一部・山口県の一部 (1896 - 1903)
1896年の6個師団増設にともない、明治29年勅令第24号（3月14日制定、16日公布、4月1日施行）で、陸軍管区表が改定された。このとき従来の第6師管の北半分を割いて設けられたのが第12師管である。範囲は福岡県、大分県、佐賀県、熊本県の北部3郡（鹿本郡・菊池郡・阿蘇郡）、山口県南西部の赤間関市（後に下関市に改称）と豊浦郡である。師管の下には4つの連隊区が置かれた。
- 第12師管（1896年4月1日 - 1903年2月13日）
  - 小倉連隊区
  - 大分連隊区
  - 福岡連隊区
  - 佐賀連隊区

### 福岡県の大部分・大分県・佐賀県・長崎県・宮崎県の一部・山口県の一部 (1903 - 1907)
1903年に、師管と連隊区の間に旅管をおくことになり、明治36年勅令第13号（2月13日制定、14日公布）で、第12師管にも2つの旅管が設けられた。また、第6師管との境界を変更し、長崎県全域と宮崎県の東臼杵郡と西臼杵郡を第12師管に移した。かわりに福岡県南部の筑後国の大部分（北東部の浮羽郡だけが第12師管にとどまる）と、熊本県の北部3郡が第6師管に移った。これにともない第6師管から大村連隊区が入り、佐賀連隊区は廃止された。この変更で、長崎県にあった2つの警備隊区が第12師管に移った。対馬の対馬警備隊区と、五島列島の五島警備隊区である。ただし、五島警備隊は未だ編成されておらず、当分の間大村連隊区司令部の管轄下に置かれた。
- 第12師管（1903年2月14日 - 1907年9月以降）
  - 第12旅管
    - 小倉連隊区
    - 大分連隊区

  - 第23旅管
    - 福岡連隊区
    - 大村連隊区
    - 五島警備隊区
    - 対馬警備隊区

### 福岡県の大部分・ 大分県・佐賀県の一部・長崎県の対馬・宮崎県の一部・山口県の一部 (1907 - 1913)
1907年にさらに6個師団が増えることになると、その9月、明治40年軍令陸第3号（9月17日制定、18日公布、施行後日）による陸軍管区表改定で、師管の区割りが変更された。九州では久留米に第18師団が置かれ、福岡県に2つの師団が並び立つことになった。福岡県の分割では、浮羽郡が第18師管に移り、筑後国が第18師管、残り大部分が第12師管に属した。長崎県では対馬にあたる上県郡と下県郡だけが第12師管にとどまり、残りは第18師管に移った。佐賀県は、北の海沿いにある東松浦郡と西松浦郡が第12師管にとどまり、残りは第18師管に移った。その他の師管境界に変更はない。所属連隊区は、長崎県の大村連隊区が第18師管に移り、かわりに大分県と福岡県にまたがる中津連隊区が新設された。五島警備隊は発足しないまま、警備隊区が除かれた。
- 第12師管（1907年9月以降 - 1920年8月9日） 
  - 第12旅管
    - 中津連隊区
    - 大分連隊区

  - 第23旅管
    - 小倉連隊区
    - 福岡連隊区
    - 対馬警備隊区

### 福岡県の大部分・ 大分県・佐賀県の一部・長崎県の対馬と壱岐・宮崎県の一部・山口県の一部 (1913 - 1915)
1913年に、大正2年軍令第6号（7月4日制定、5日公布、12月1日施行）による陸軍管区表改定で、第12師管が少し広がった。具体的には、山口県で厚狭郡が第5師管から、長崎県で壱岐郡が第18師管から、第12師管に移された。連隊区・警備隊区の構成に変更はない。

### 福岡県の大部分・ 大分県・佐賀県の一部・長崎県の対馬と壱岐・宮崎県の一部・熊本県の一部・山口県の一部 (1915 - 1920)
1915年に、大正4年軍令第10号（9月13日制定、14日公布）による陸軍管区表改正で、熊本県阿蘇郡が第6師管から第12師管に移された

### 福岡県の大部分・ 大分県・佐賀県の一部・長崎県の対馬と壱岐・宮崎県の一部・熊本県の一部・山口県の一部 (1920 - 1925)
1920年、大正9年軍令第10号（8月7日制定、9日公布、10日施行）による陸軍管区表改定で、宮崎県児湯郡が第6師管から第12師管に移された。かわりに、福岡県朝倉郡を第18師管に移した。このとき対馬警備隊区は廃止された。
- 第12師管（1920年8月10日 - 1924年5月6日） 
  - 第12旅管
    - 中津連隊区
    - 大分連隊区

  - 第23旅管
    - 小倉連隊区
    - 福岡連隊区

1924年に、大正13年軍令陸第5号（5月5日制定、7日公布）の陸軍管区表改定により、旅管が廃止された。旅管が除かれただけで、連隊区とその境界に変更はなかった。
- 第12師管（1924年5月7日 - 1925年4月30日）
  - 中津連隊区
  - 大分連隊区
  - 小倉連隊区
  - 福岡連隊区

### 福岡県、佐賀県、長崎県、大分県の一部、山口県の一部 (1925 - 1940)
1925年の宇垣軍縮で陸軍は4個師団を削減を決めた。これにあわせて大正14年軍令陸第2号（4月6日制定、8日公布、5月1日施行）の陸軍管区表が改定された。この改革では、九州の第6・第12・第18師団・師管のうち第18を廃止した。しかし、第12師団の司令部は元あった小倉から、第18師団司令部があった久留米に移った。第18師管の区域は大部分そのままで、旧第12師管が第6と第12の間で分割された。名目は第12師管が継承したが実質は第18師管の拡張、と言えなくもない。
新しい第12師管の範囲は、福岡県、佐賀県、長崎県の3県全域に加えて、大分県の日田郡と、山口県の下関市と豊浦郡である。宮崎県の一部と大分県の大部分は第6師管に移された。山口県のうち、厚狭郡とそこから市制施行した宇部市は第5師管に移された。中津連隊区は廃止になり、第18師管にあった久留米連隊区と大村連隊区が第12師管の下に入ることになった。
- 第12師管（1925年5月1日 - 1940年7月31日）
  - 小倉連隊区
  - 福岡連隊区
  - 大村連隊区
  - 久留米連隊区

## 久留米師管・師管区への改称と廃止
太平洋戦争がはじまった次の年の1940年、昭和15年軍令陸第20号（7月24日制定、26日公布、8月1日施行）で、陸軍管区表が改定された。全国の師管は軍管区の下に入って地名を名前に冠することになり、第12師管は久留米師管と改称した。
久留米師管はこの後、1942年4月に福岡・長崎・佐賀の3県にまとめ直され、1945年（昭和20年）4月1日に久留米師管区と改称した。